# شعله پاکروان
شعله پاکروان بازیگر، کارگردان، نویسنده و پژوهشگر تئاتر و کنشگر سیاسی اهل ایران است. پاکروان مادر ریحانه جباری است که در ۳ آبان ۱۳۹۳ به اتهام قتل مرتضی سربندی، کارمند سابق وزارت اطلاعات، اعدام شد.

## زندگی هنری
شعله پاکروان، فارغ‌التحصیل مقطع کارشناسی رشتهٔ نمایش عروسکی و ادبیات نمایشی و همچنین کارشناسی ارشد کارگردانی است. او فعالیت هنری خود را از سال ۱۳۶۶، با حضور در مجلهٔ نمایش و فصلنامهٔ تئاتر در مرکز هنرهای نمایشی آغاز کرد. کتاب «نقش تئاتر در کلاس دو» و مقاله‌هایی در نشریات تخصصی تئاتر از وی منتشر شده‌است. او از سال ۱۳۸۲ تا ۱۳۸۷ به عنوان مدرس فن بیان برای وکلا، راهنمایان گردشگری و بازیگران، در جهاد دانشگاهی و پس از آن در دانشگاه جامع علمی کاربردی به تدریس پرداخت.
شعله پاکروان جایزهٔ کارگردانیِ نمایش عروسکی «کیک‌های برنجی»، جایزهٔ بهترین بازیگر زن کانون ملی منتقدان در نخستین جشنوارهٔ سراسری تئاتر ماه برای بازی در نمایش «رضا موتوری»، دیپلم افتخار دومین «جشنوارهٔ تئاتر ماه» را برای نمایشنامه‌خوانی «بازیگران بداهه» و جایزه اول بازیگری زن را برای نمایشنامه‌خوانی «بازیگران بداهه» از نخستین فستیوال نمایشنامه‌خوانی تالار مولوی در کارنامه هنری خود دارد.

## زندگی شخصی
شعله پاکروان، مادر ریحانه جباری است که در ۳ آبان ۱۳۹۳ به اتهام قتل مرتضی سربندی، کارمند سابق وزارت اطلاعات، اعدام شد. او در جلسات دادگاه گفت که مقتول قصد تجاوز جنسی داشته که از سوی ریحانه مورد اصابت چاقو در ناحیه کتف راست قرار می‌گیرد و بلافاصله از محل فرار می‌کند. وی در حالی اعدام شد که بنا به اظهارات وکیلش در دادگاه و یادداشتی که او پس از صدور حکم نوشت، نه قتل عمدی بوده و نه ضربه وارده مرگبار. ضمناً ریحانه در تمامی مراحل بازجویی و دادگاه اعلام کرده بود که صرفاً برای دفاع از خودش دست به حمله زده‌است. اعدام ریحانه جباری با اعتراضات واکنش‌های بسیاری، از جمله پیام تسلیت فرح پهلوی به شعله پاکروان، همراه شد.
شعله پاکروان پس از اعدام فرزندش گروهی را با عنوان «مادرانه» تشکیل داد. اعضای این گروه مادرانی بودند که فرزندانشان را توسط حکومت جمهوری اسلامی از دست داده بودند و تصمیم به عدم سکوت و افشای شرح حالشان داشتند. طرح اولیه تشکیل این گروه در مراسم سالگرد مصطفی کریم‌بیگی از کشته شدگان اعتراضات عاشورای ۱۳۸۸ آغاز شد.

## بازداشت و خروج از ایران
در ۲۹ مهر ۱۳۹۵، مأموران امنیتی با ممانعت از برگزاری مراسم سالگرد ریحانه جباری، شعله پاکروان را به همراه چند نفر از شرکت‌کنندگان در مراسم، از جمله محمد نوری‌زاد، بازداشت کردند. او پس از بازداشت و فشارهای ایجاد شده، از ایران به آلمان مهاجرت کرد. او در برلین ساکن شد و بنیادی در مخالفت با اعدام، با عنوان «بنیاد ریحان» تأسیس نمود. شعله پاکروان در دی ۱۳۹۶ هنگامی که محمود هاشمی شاهرودی، رئیس سابق قوه قضائیه و رئیس وقت مجمع تشخیص مصلحت نظام به دلیل ابتلا به تومور مغزی در کلینیک خصوصی مجید سمیعی در شهر هانوفر آلمان تحت درمان بود، علیه او اعلام جرم کرد.
شعله پاکروان، در شهریور ۱۳۹۹ پس از اعدام نوید افکاری، در ویدئویی خطاب به بهیه نامجو، مادر نوید افکاری گفت که او هم به خانوادهٔ «مادران عزادار» پیوسته‌است. شعله پاکروان در بخشی از این ویدئو گفت: «گریه نکن و به سینه نکوب. تو پهلوان به دنیا آوردی و اکنون باید پرچمدار دادخواهی فرزندت باشی.»

## آثار هنری
برخی از آثار شعلهٔ پاکروان در حیطهٔ بازیگری و کارگردانی تئاتر:
- «کوک، کوله و کول»، به نویسندگی، کارگردانی و بازیگری شعله پاکروان، آلمان ۱۳۹۷[۲۶][۲۷][۲۸][۲۹]
- «پدرانه» به نویسندگی آرش عباسی و کارگردانی علی‌اصغر راسخ‌راد ۱۳۹۴[۳۰]
- «خانواده تت» به کارگردانی نادر نادرپور ۱۳۹۳[۳۱]
- «گفتگوهای پس از یک خاکسپاری» به نویسندگی یاسمینا رضا و کارگردانی محمدحسین میربابا ۱۳۹۳[۳۲]
- «شب به خیر مادر» به نویسندگی مارشا نورمن و کارگردانی احسان فکاء ۱۳۹۱[۳۳]
- «آخرین حکایت فرهاد» به نویسندگی مهدی میرباقری و کارگردانی علی‌اصغر راسخ‌راد ۱۳۹۱[۳۴]
- «تمثال مادر» به نویسندگی آلن اکبورن و کارگردانی قدرت‌الله صالحی ۱۳۹۰[۳۵]
- «رهگذر کوچه‌های تنگ» به نویسندگی علی موسویان و کارگردانی علی‌اصغر راسخ‌راد ۱۳۸۹[۳۶]
- «بازیگران بداهه» به نویسندگی و کارگردانی کار بهزاد اقطاعی ۱۳۸۴[۳۷]
- نمایش عروسکی «سلیمان و سمردون» (عروسک‌گردان) به کارگردانی فریبا رئیسی ۱۳۸۴[۳۸]
- «زن مستقل یا مرد و غرورش» به کارگردانی حسین احمدی‌نسب ۱۳۸۴[۳۹]
- «رضا موتوری» به نویسندگی محمد چرمشیر۱۳۸۲[۸]
- «جعفرخان از فرنگ برگشته» به نویسندگی حسن مقدم و کارگردانی هوشنگ توکلی ۱۳۸۲[۴۰]
- «آتش در ارغوان» (نمایش پانتومیم) به کارگردانی شعله پاکروان ۱۳۷۹[۴۱][۴۲]
- «تقصیر خاک تهرونه» به نویسندگی و کارگردانی داوود آریا ۱۳۷۹[۴۳]
- «کیک‌های برنجی» به نویسندگی پی آنک کین و کارگردانی شعله پاکروان ۱۳۶۸[۴۴]
- «ماجرای شاهزاده»[۷]